# Gunung Pintu Rimba
Gunung Pintu Rimba är ett berg i Indonesien.   Det ligger i provinsen Aceh, i den västra delen av landet, 1 600 km nordväst om huvudstaden Jakarta. Toppen på Gunung Pintu Rimba är 1 314 meter över havet, eller 250 meter över den omgivande terrängen. Bredden vid basen är 3,4 km.
Terrängen runt Gunung Pintu Rimba är kuperad västerut, men österut är den bergig. Runt Gunung Pintu Rimba är det glesbefolkat, med 13 invånare per kvadratkilometer. I omgivningarna runt Gunung Pintu Rimba växer i huvudsak städsegrön lövskog.